# Evangelische Kirche (Hutten)

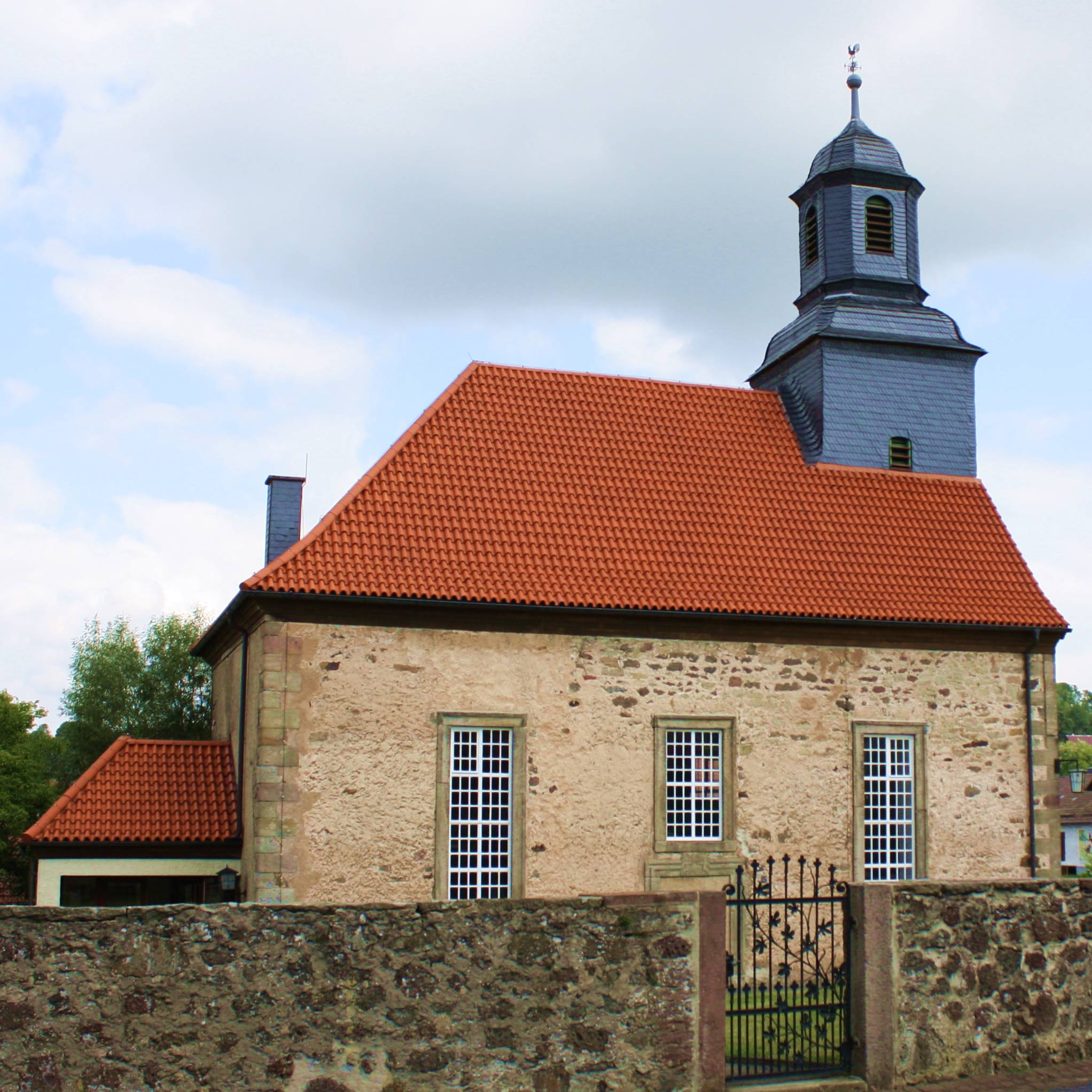
Außenansicht der Kirche (2023)

Die evangelische Kirche ist ein ortsbildprägendes Kirchengebäude in Hutten, einem Stadtteil von Schlüchtern im Main-Kinzig-Kreis, (Hessen). Die Kirche gehört zur ev. Kirchengemeinde Schlüchtern im Kirchenkreis Kinzigtal der Evangelischen Kirche von Kurhessen-Waldeck.

## Geschichte
Seit dem 15. Jahrhundert gehörte Hutten zur Evangelischen Gemeinde in Oberkalbach (Kirchenkreis Fulda). Damit gehörte Hutten wie die umliegenden Dörfer zum Kloster Schlüchtern, in dem Abt Petrus Lotichius im Jahr 1543 die Reformation einführte. Im Jahr 1549 wurde auch Hutten durch den Oberkalbacher Pfarrer reformiert.

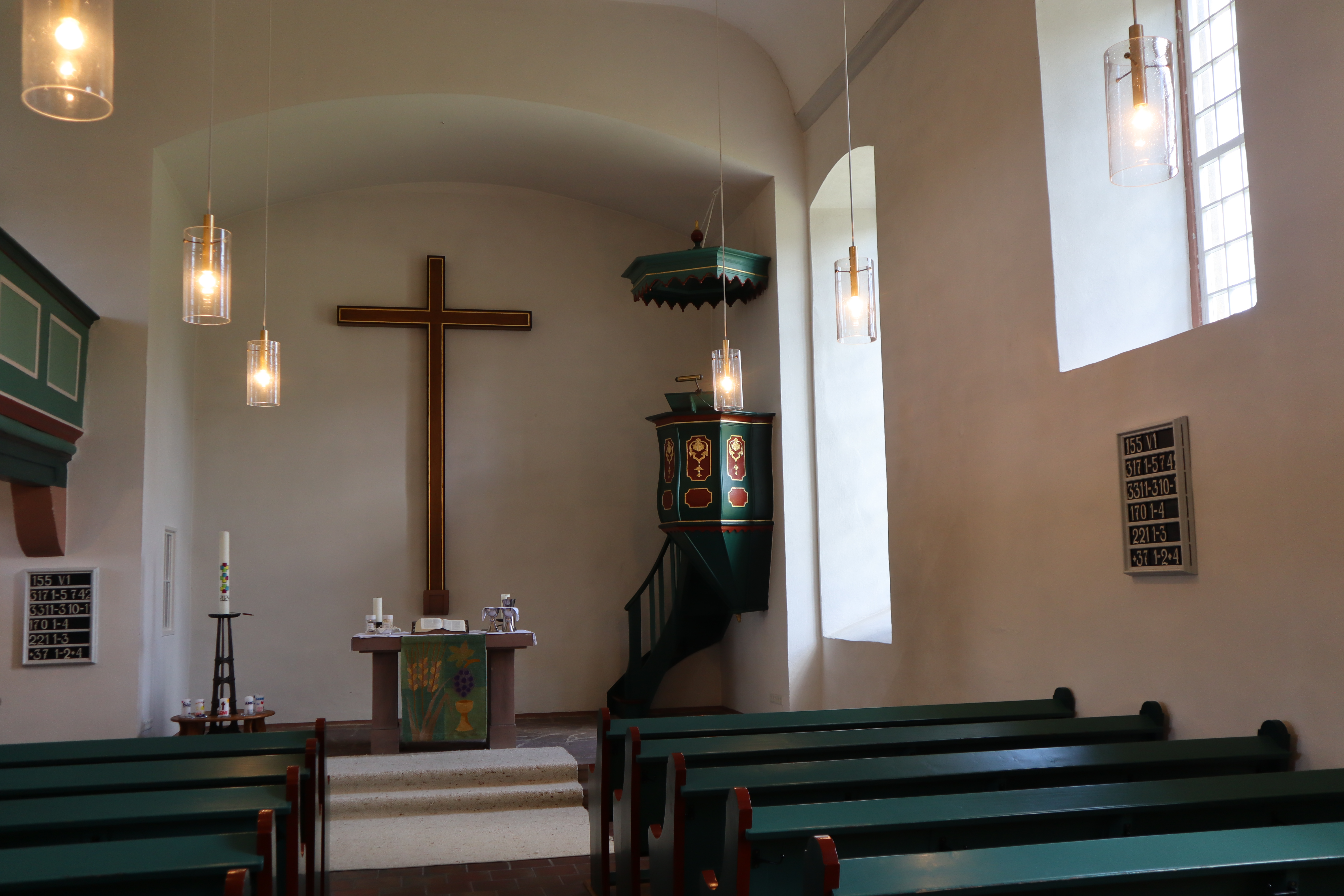
Altarraum (2024)

Die erste Kirche stammte aus dem Jahr 1558, in welcher seit 1742 regelmäßig Gottesdienst gefeiert wurde. Da diese Kirche zu klein geworden war, begannen in den nächsten Jahren auch Neubauplanungen, welche zu einem Neubau der heutigen Kirche im Jahr 1764 im Stil des Barock führten. Seit dieser Zeit wurde Hutten durch das Gundhelmer Pfarramt versorgt.
Bei einer Renovierung in den Jahren 1952 bis 1956 wurden sowohl der alte Eingang an der südlichen Langseite und ein Fenster im Osten zugemauert, als auch die Ostempore der Kirche entfernt. Außerdem wurde der Altarraum umgestaltet. Dieser erhielt ein großes Holzkreuz und einen neuen Sandsteinaltar aus Mittelsinn. Im Jahr 1977 fand eine erneute Renovierung statt. Anfang der 2000er Jahre wurde die Kirche letztmalig grundlegend renoviert, wobei sie ihr heutiges Aussehen erhielt, nachdem ein Teil der Innendecke in den Altarraum gestürzt war.

## Ausstattung

### Taufstein
Der Taufstein stammt aus dem Jahr 1587 und somit aus der alten Huttener Kirche. Nachdem er auf der Burg Brandenstein als Blumentopf gedient hatte, wurde er auf Initiative von Constantin von Brandenstein wieder nach Hutten gebracht, wobei er einen neuen Sockel erhielt.

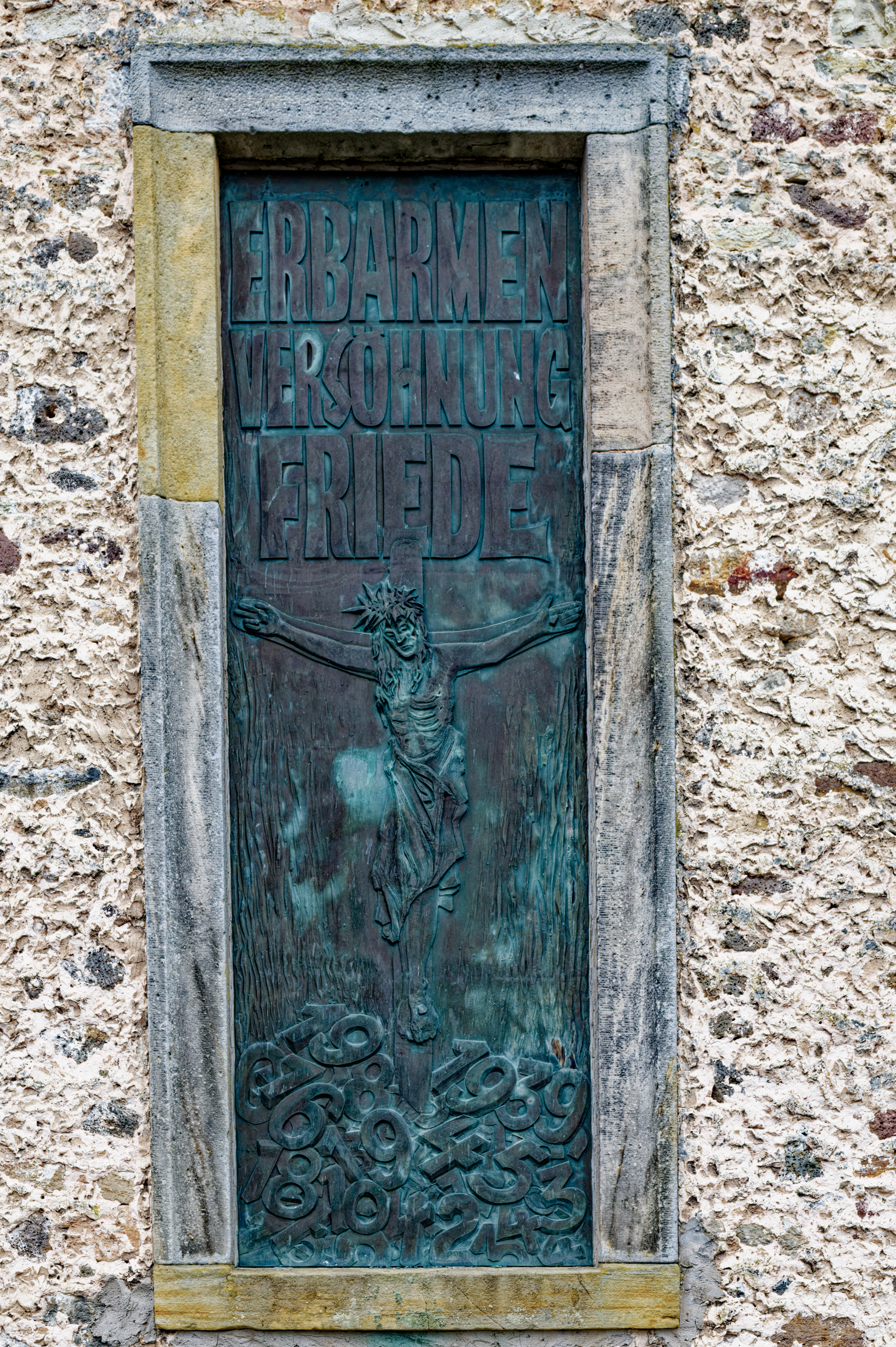
Ehrenmal (2023)

### Ehrenmal
Nachdem das Fenster an der Ostseite 1953 zugemauert worden war, um den hessisch-reformierten Charakter der Kirche zugunsten einer eher lutherisch bestimmten Auffassung abzumildern, wurde an der Stelle des Fensters ein Ehrenmal angebracht. Das Motiv sollte laut dem damaligen Pfarrer an die Stalingradmadonna angelehnt sein.

## Orgel
In der ersten Huttener Kirche war noch keine Orgel vorhanden. Die erste Orgel wurde im Jahr 1777 durch den Orgelbauer Franz-Anton Göbel aus Soden bei Salmünster errichtet. Sie hatte acht Register auf einem Manual und Pedal, wobei auch die Disposition bekannt ist.

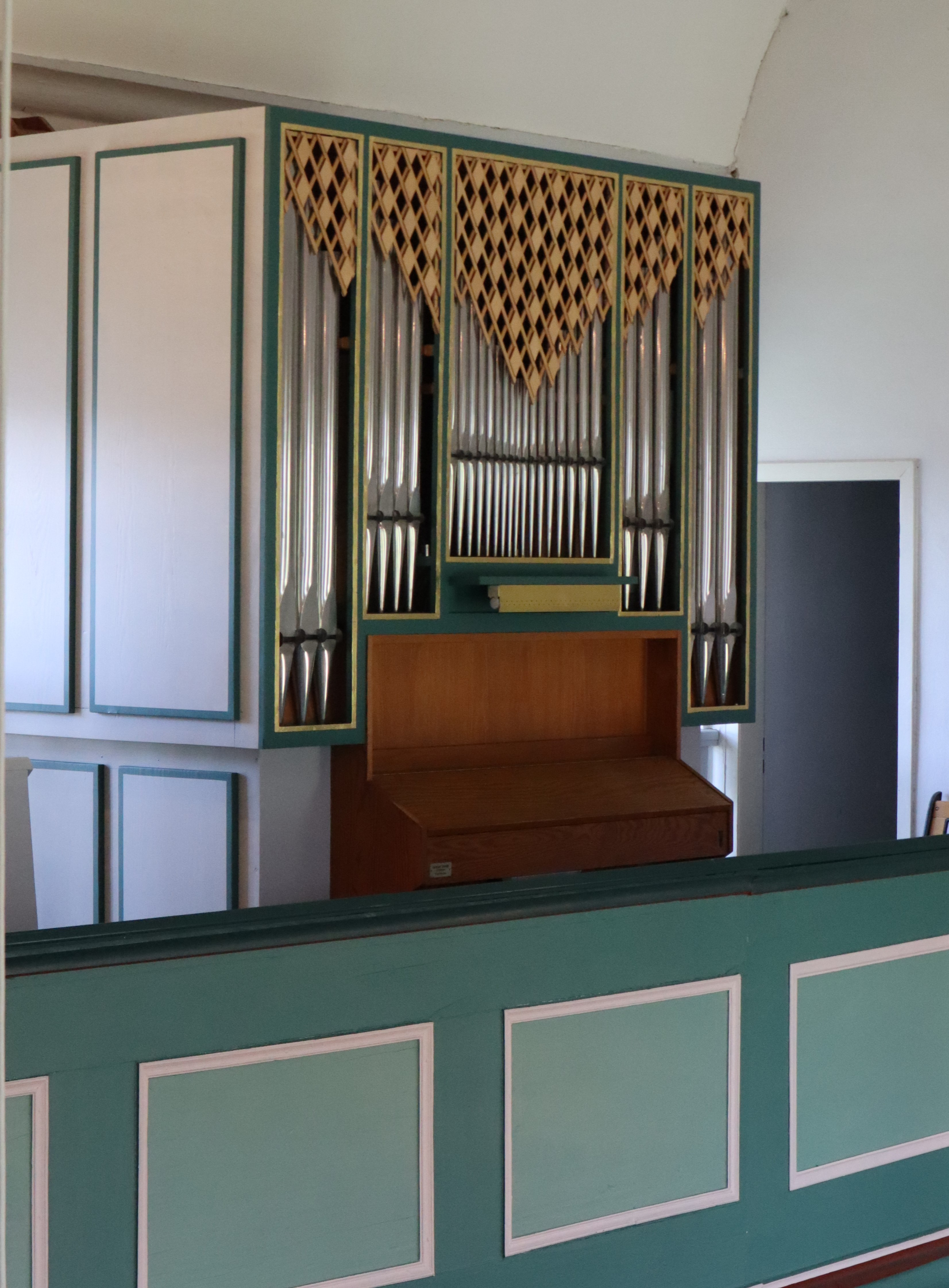
Schmidt-Orgel (2024)

Im Jahr 1896 wurde nach einem Beschluss der Gemeindevertretung von 1895 ein neues Werk durch Wilhelm Ratzmann aus Gelnhausen erbaut. Das pneumatische Instrument hatte neun Register. Gehäuse und Disposition waren ähnlich der einige Jahre später erbauten Orgel in Gundhelm. Nachdem der Hohenzeller Pfarrer und Orgelsachverständige Ernst Karl Rößler einen Umbauvorschlag vorgelegt hatte, wurde die Orgel 1953 durch den Ludwigsburger Orgelbauer Walcker umgebaut.
Im Jahr 1973 wurde die aktuelle Huttener Orgel durch Bernhard Schmidt aus Gelnhausen nach einem neuen Plan von Rößler errichtet. Diese verwendete den alten Registerbestand, hatte allerdings statt den vorherigen neun nur noch sechs Register. Da die Arbeiten mit billigen Materialien in schlechter Qualität ausgeführt wurden, befindet sich das Werk heute (2024) in keinem guten Zustand.
| I Hauptwerk C–g3       |    |
| Holzgedackt (R Bordun) | 8′ |
| Prinzipal (S, R)       | 4′ |
| Nachthorn (W)          | 4′ |
| übbl. Rohrflöte (W)    | 2′ |
| Mixtur IV (W)          | 2′ |

| Pedal C–f1 |     |
| Subbaß (R) | 16′ |

(S) = Schmidt 1973; (W) = Walcker 1953; (R) = Ratzmann 1896
- Koppel: I/P (durch Brett fest arretiert)

## Glocken
Die Huttener Kirche besitzt drei Glocken aus Gussstahl, welche im Jahr 1913 durch den Bochumer Verein gegossen wurden. Bei der letzten Kirchenrenovierung wurde ein neuer Holzglockenstuhl eingebaut. Die kleinste Glocke wurde früher als Schulglocke verwendet.
| Nr. | Name          | Gussjahr | Gießer, Gussort                               | Material  | Durchmesser (mm) | Schlagton | Inschrift                                                                          | Bild |
| --- | ------------- | -------- | --------------------------------------------- | --------- | ---------------- | --------- | ---------------------------------------------------------------------------------- | ---- |
| 1   | Große Glocke  | 1913     | Bochumer Verein für Gußstahlfabrikation (BVG) | Gussstahl | 1020             | a′        | GEG. V. BOCHUMER VEREIN I. BOCHUM 1913. ERTÖNE LANGE ZUR EHRE GOTTES! 1813 – 1913. |      |
| 2   | Osanna        | 1913     | Bochumer Verein für Gußstahlfabrikation (BVG) | Gussstahl | 880              | c″        | GEG. V. BOCHUMER VEREIN I. BOCHUM 1913. ICH HAB’S GEWAGT! 1888 – 1913.             |      |
| 3   | Kleine Glocke | 1913     | Bochumer Verein für Gußstahlfabrikation (BVG) | Gussstahl | 650              |           | B. V. G. BOCHUM 1913.                                                              |      |

## Kirchengemeinde
Hutten gehört zusammen mit Schlüchtern, Niederzell, Gundhelm und Elm sowie Klosterhöfe und Herolz zur Kirchengemeinde Schlüchtern. Zusammen mit der Kirchengemeinde Ramholz mit Vollmerz, Sannerz und Hinkelhof sowie Ahlersbach aus der Kirchengemeinde Hohenzell – Ahlersbach – Bellings bilden die Gemeinden einen Kooperationsraum. Dieser verteilt sich auf vier Pfarrstellen, wovon sich Pfarramt V, welches für Hutten zuständig ist, in Gundhelm befindet.